# 探針
探針（たんしん、英:probe プローブ）とは、対象を探ったり試すための道具のことで、その多くは、先端が針状の細い金属でできている。対象や試料の特定部位の物理的あるいは機械的あるいは電気的特性等を検査したり測定したりするための道具、あるいは測定器の部品。気象学などでは、しばしばドイツ語でゾンデ（Sonde）と言う。

## 様々な探針

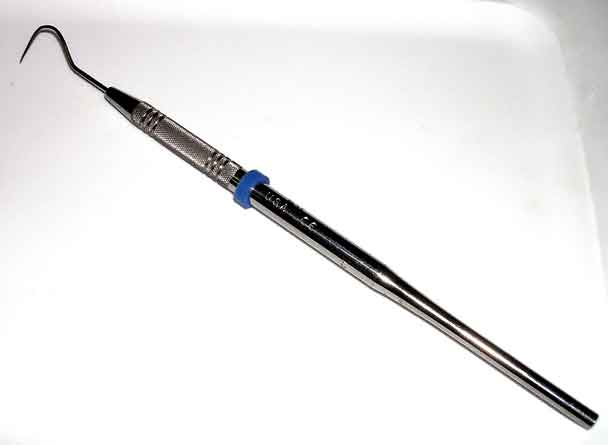
歯科医療用の探針

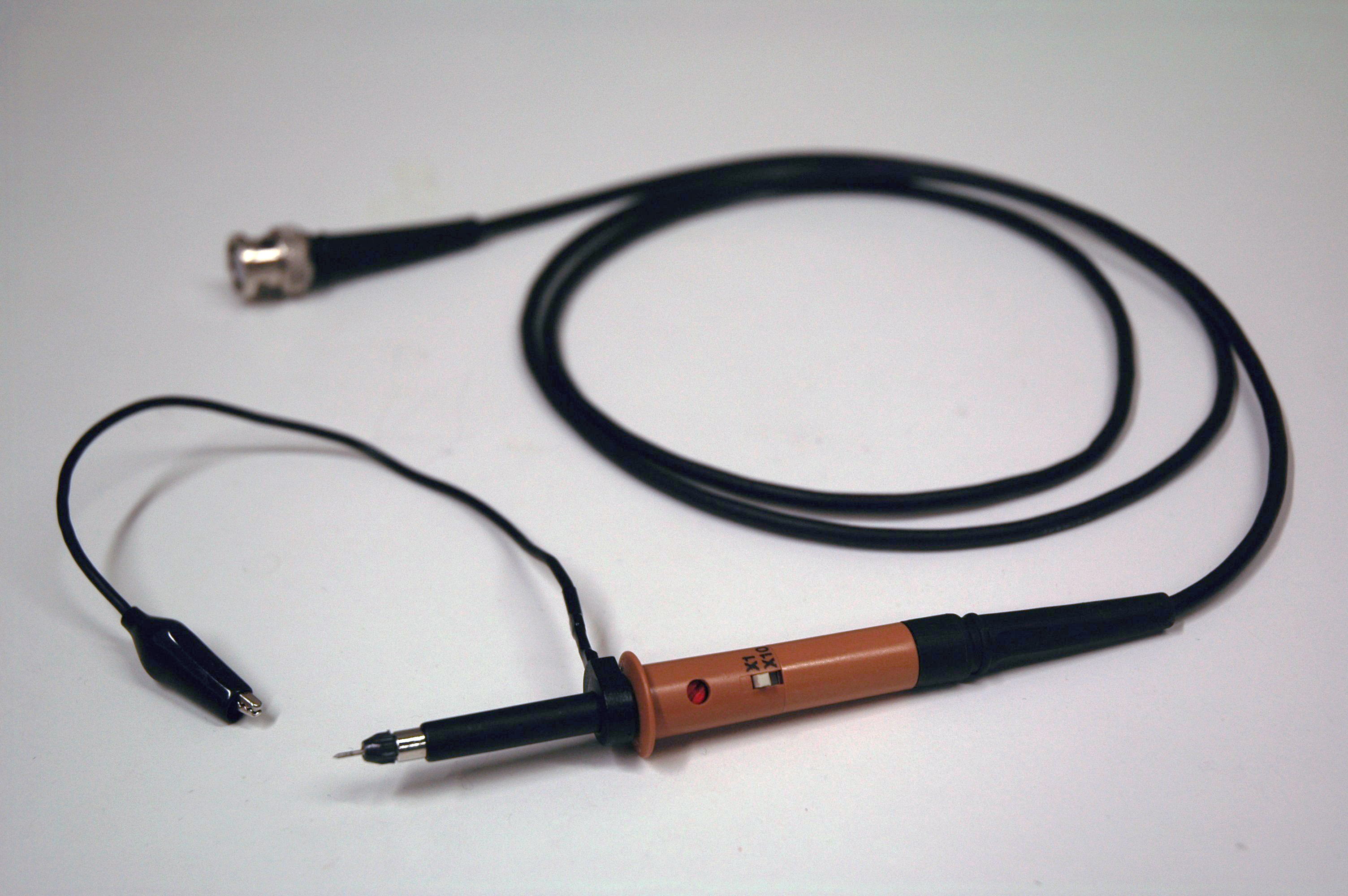
オシロスコープ用のプローブ（テストプローブ）

- 医療において、負傷部位（など）を探るために用いる外科的な道具[1][要出典]。
  - 歯科検診で使われる先端が鋭利に尖った棒状の検査用具も探針と呼ばれる。エクスプローラとも。歯周ポケット（英語版）の深さを測定するポケット探針などがある。
- オシロスコープなどの測定機器で、測定対象と測定機器を接続するのに使われるアクセサリもプローブと呼ばれる。測定対象に押し当てる先端の尖った針と測定対象のグランドに接続する端子からなる電圧プローブ（10:1プローブ）や、2点の電圧差を測定できる差動プローブ、その他、高電圧プローブ、フローティングプローブ、電流プローブ、FETプローブなどがある。
- プラズマ中の電子温度など様々な特性を測定するための探針は、静電探針（静電プローブ）またはラングミュアプローブと呼ばれる。
- 表面粗さ計（英語版）や走査型プローブ顕微鏡において測定試料に接触させて試料の凹凸をとらえて走査する突起も探針（プローブ）と呼ばれる。
- 遺伝子の解析などに用いられる分子もプローブと呼ばれる。ただ針の形状をしていないので探針とは呼ばない。
- 雪崩に埋没した人を探すための棒のこと。プローブあるいはゾンデと呼ばれる。折畳式で伸ばすと3mほどの長さになるものが一般的。

## 探針が使われている装置
プローバー
半導体ICの電気特性を調べるための装置。電極に金属プローブ（プローブカード）をあてて使用する。
触針式段差計（スタイラスプロファイロメータ）
片持ち梁（カンチレバー）の先端についた先端が尖ったダイアモンドのチップ（スタイラス）で、半導体ウェーハなどの測定試料表面をなぞりその凹凸を測定する機械。なぞった直線上の荒さを紙やモニター上に拡大表示し、荒さや段差の程度を定量的に知ることができる。
走査型プローブ顕微鏡
走査型プローブ顕微鏡においては、機械的に試料に作用するプローブ (mechanical probe) を指す。探針を自由端に有するカンチレバーを探針（プローブ）と呼ぶ場合もある。
原子間力顕微鏡 (AFM) などの走査型プローブ顕微鏡に用いられる探針は、測定試料に対して機械的に接触あるいはほぼ接触状態におかれ、試料表面をなぞる。プローブ先端は曲率半径で10nm前後まで尖っている探針を有するカンチレバーが市販されている。曲率半径が小さい探針ほど分解能が上がる。探針材料として単結晶シリコンもしくは窒化シリコンがよく使われている。その他、カーボンナノチューブ (CNT) を接着した探針や、電子顕微鏡中で電子ビームを照射して堆積されるEBD (Electron Beam Deposition) 探針、など数nm曲率半径を有する探針も市販されている。